# Cottam (East Riding of Yorkshire)
Cottam – osada w Anglii, w hrabstwie East Riding of Yorkshire. Leży 38 km na północ od miasta Hull i 286 km na północ od Londynu. W 2001 miejscowość liczyła 74 mieszkańców.